# Timothée Atouba
Timothée Atouba Essama (Douala, 17 de fevereiro de 1982) é um ex-futebolista camaronês que atuava como lateral-esquerdo.

## Carreira
Revelado pelo Minéduc (equipe de pequena expressão de Yaoundé), Atouba transferiu-se para o Union Douala em 1999. Ele chamou a atenção de equipes da Suíça, e o Neuchâtel Xamax assinou com o lateral na janela de transferências do verão europeu. Suas atuações com a camisa do Xamax renderam uma transferência para o Basel, em 2002. 
Em agosto de 2004, foi contratado pelo Tottenham Hotspur. e embora chegasse a fazer algumas atuações promissoras durante seus primeiros meses no clube (chegou a marcar o gol da vitória sobre o gol da vitória sobre o Newcastle United), terminou a temporada como reserva e deixou os Spurs, sendo contratado pelo Hamburgo em julho de 2005. Em 2006, Atouba causou polêmica em uma partida do clube alemão na Liga dos Campeões da UEFA contra o CSKA Moscou: ao receber algumas vaias de torcedores descontentes, reagiu levantando o dedo médio para eles, e ao ser substituído, repetiu suas ações e foi expulso. Em julho de 2009, após 81 partidas e um gol pelo HSV, mudou-se para o Ajax em 2009, reencontrando seu ex-treinador no Hamburgo, Martin Jol. Atrapalhado por lesões, disputou apenas uma partida pelos Ajacieden, embora permanecesse vinculado até 2011.
Em maio de 2012, passou um período de testes no Montreal Impact (atual CF Montréal), mas não foi contratado pelo time do Canadá e, em novembro do mesmo ano, assinou com o Las Palmas até o final da temporada. Permaneceu no clube das Canárias até 2014, tendo disputado apenas 8 jogos.

## Seleção
Pela seleção nacional, participou da Copa das Confederações de 2003, ficando na 2ª colocação.
Atouba representou o elenco da Seleção Camaronesa em 4 Copas das Nações Africanas, tendo vencido a edição de 2000.

## Títulos
Basel
- Campeonato Suíço: 2001–02, 2003–04, 2004–05
- Copa da Suíça: 2001–02, 2002–03
- Uhrencup: 2003

Hamburgo
- Taça Intertoto da UEFA: 2005, 2007
- Dubai Football Challenge: 2007, 2008
- Emirates Cup: 2008
- T-Home Cup: 2009

Ajax
- Eredivisie: 2010–11
- Copa dos Países Baixos: 2009–10

Camarões
- Copa das Nações Africanas: 2000